# Iwan Boriak
Iwan Pietrowicz Boriak (ros. Иван Петрович Боряк, ur. 1904 we wsi Ruczki w guberni połtawskiej, zm. 1941) – radziecki polityk, przewodniczący Rady Najwyższej Kirgiskiej SRR (1938-1940).
Słuchacz kursów pedagogicznych w guberni połtawskiej, po których został kierownikiem szkoły podstawowej, 1928-1930 kierownik działu edukacji szkoły mechanizacji gospodarki rolnej w Romnach, od 1930 studiował w Moskiewskim Instytucie Handlu Radzieckiego, na którym później był pracownikiem naukowym. Kierownik Głównego Zarządu Zagadnień Szkoleniowych Ludowego Komisariatu Handlu ZSRR, 1936-1938 sekretarz rejonowego komitetu WKP(b) w Moskwie, od 18 lipca 1938 do 10 maja 1940 przewodniczący Rady Najwyższej Kirgiskiej SRR, 1938-1941 III sekretarz KC Komunistycznej Partii (bolszewików) Kirgistanu. W 1941 powołany do Armii Czerwonej, zginął na froncie.